# LaGrange (Ohio)
Pour les articles homonymes, voir LaGrange.
LaGrange est un village américain situé dans le comté de Lorain, dans l'Ohio. Selon le recensement de 2010, sa population est de 2 103 habitants.